# Alfonso Fábila Montes de Oca
Alfonso Fábila Montes de Oca (Amanalco de Becerra, 1 de noviembre de 1897-Ciudad de México, 6 de junio de 1960) fue un cuentista, novelista y etnólogo mexicano. Por su obra narrativa se le considera como uno de los precursores de la literatura indigenista. Obra en favor del indígena por el que fue conocido como “El apóstol del indio”.

## Vida privada
Nació el 1 de noviembre de 1897 en Amanalco de Becerra, Estado de México. Estudió en la ciudad de Toluca y estudiaba las formas de vida de las tribus indígenas de México. En su carrera universitaria estudiaba Economía, sin embargo, en algunas ocasiones escribía y redactaba obras narrativas.

## Muerte
Murió el 6 de junio de 1960 en la Ciudad de México, debido a causas desconocidas. Sus restos descansan en la Rotonda de Hombres Ilustres del Estado de México.

## Libros y textos escritos
Escribió varios estudios etnográficos
- El problema de la emigración de obreros y campesinos mexicanos. Talleres gráficos de la nación, 1929 - 37 p.
- Valle de El Mezquital. Editorial Cultura, 1938 - 266 p.
- Los indios yaquis de Sonora. Secretaría de Educación Pública, 1945 - 87 p.
- Las tribus yaquis de Sonora: su cultura y anhelada autodeterminación. Instituto Nacional Indigenista, 1978 - 330 p.
- Sierra Norte de Puebla: (contribución para su estudio). Secretar, 1949 - 209 p.
- El ensayo piloto mexicano de Educación Pública en Santiago Ixcuintla, Nayarit, Sur
- Los otomianos de Zitácuaro. INI, 1995 - 32 p.
- Los huicholes de Jalisco.. Instituto Nacional Indigenista y Gobierno del Edo. de México, 1959 - 134 p.

Algunos cuentos y novelas que escribió fueron
- Sangre de mi sangre: cuentos. A. Botas e hijo, sucr., 1924 - 162 p.
- Los brazos en cruz. Editorial Cvltvra, 1929 - 124 p.
- Hoz: 6 cuentos mexicanos de la revolución. 1934 - 64 p.
- Aurora campesina. s.e. México, D. F. 1941.
- Entre la tormenta: novela. Fondo de Cultura Popular, 1946 - 225 p.